# Fox Island, Weddell Island Group
Fox Island är en ö i territoriet Falklandsöarna (Storbritannien). Den ligger i den västra delen av ögruppen, 220 km väster om huvudstaden Stanley.